# Хироясу, Миёко
Миёко Хироясу (яп. 広安美代子, 23 января 1911 — 29 июля 2025) — японская супердолгожительница, возраст которой подтверждён Группой геронтологических исследований (GRG) и Группой LongeviQuest (LQ). Она являлась 6-м старейшим живущим человеком в мире и старейшим живым человеком в Японии. Её возраст составлял 114 лет 187 дней.

## Биография
Родилась 23 января 1911 года в Накацу, префектура Оита. Она изучала искусство в школе в Токио, работала учителем рисования в префектуре Хиросима, где встретила своего будущего мужа. Пара воспитала троих детей.
До того как Хироясу переехала в дом престарелых, она четыре раза в неделю проводила уроки каллиграфии и рисования для детей начальной школы в своем доме в городе Накацу.
Однажды она пересказала на английском языке басню Эзопа «Лисица и виноград», которую выучила наизусть ещё в школе и помнит до сих пор.
В интервью LongeviQuest она рассказала о секрете её долголетия: «Мои старшая и младшая сёстры умерли рано, но я никогда не болела. Я благодарна своим родителям за то, что они подарили мне здоровое тело. Ключ к моему долголетию — делать то, что я хочу, и не лениться по пустякам».
23 января 2025 года Хироясу отпраздновала свой 114-й день рождения в доме престарелых в городе Накацу. Хотя из-за инфекции COVID-19 официальное празднование было отложено, она выздоровела и осталась в хорошем состоянии здоровья.
В то время она всё ещё любила читать газеты, рисовать и играть в карточные игры с другими жильцами. По состоянию на май 2025 года она остаётся умственно активной и в хорошем расположении духа, наслаждаясь ежедневными беседами с окружающими её людьми.
Умерла 29 июля 2025 года в возрасте 114 лет и 187 дней. После её смерти старейшим жителем Японии и Азии стала японка Сигэко Кагава.

## Рекорды долгожителя
- 17 сентября 2018 года мэр города Накацу поздравил её как старейшего жителя города в возрасте 107 лет.
- 23 января 2021 года стала супердолгожителем.
- 30 апреля 2021 года, после смерти 110-летнего Киё Сато, она стала самым старым живым человеком в префектуре Оита.

- 17 сентября 2021 года она провела дистанционную встречу с губернатором префектуры Оита в честь того, что ей исполнилось 110 лет, и она стала самым старым жителем префектуры.
- 21 сентября 2021 года мэр города Накацу посетил её в доме престарелых и подарил ей букет цветов в честь того, что она является старейшим живым человеком в префектуре[6].
- 28 апреля 2023 года её возраст был проверен Министерством здравоохранения, труда и социального обеспечения Японии (MHLW), а также подтверждён GRG.
- 21 мая 2025 года, после кончины Масу Усуи, Миёко Хироясу стала старейшим человеком в Японии и 6-м в мире.